# Königreich Italien (1805–1814)
Das Königreich Italien (italienisch Regno d’Italia) entstand 1805 als Nachfolgestaat der Republik Italien und bestand bis 1814. Staatsoberhaupt der konstitutionellen Monarchie war Napoleon Bonaparte als König von Italien.

## Vorgeschichte und Gründung

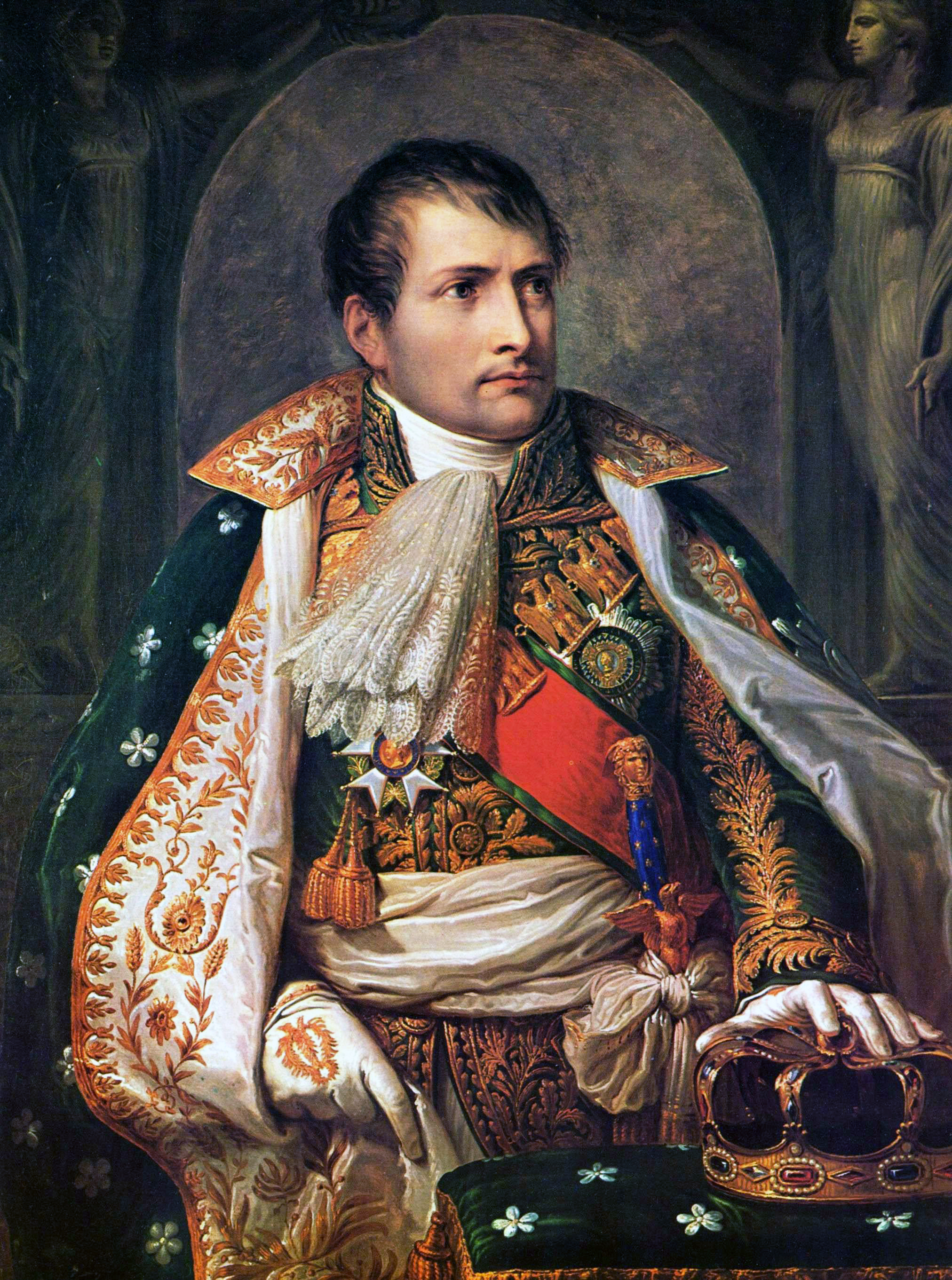
Napoléon Bonaparte als König von Italien

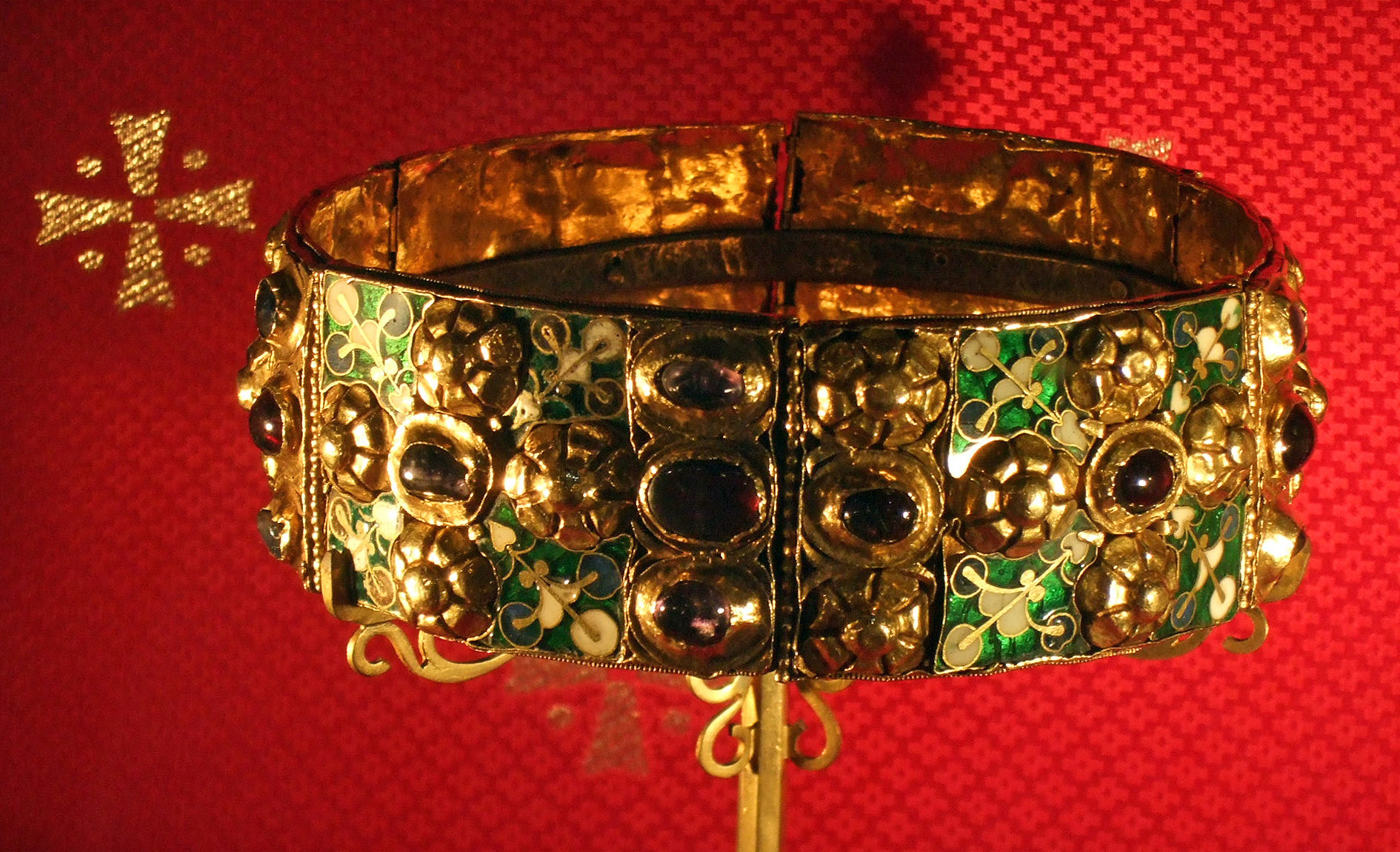
Die Eiserne Krone der Langobarden

Mit dem Sieg von Marengo gewann Napoleon im Jahr 1800 das zuvor verloren gegangene Italien zurück. Im Friede von Lunéville musste Österreich 1801 die Cisalpinische Republik (seit 1802 Italienische Republik) anerkennen.
Nach der Gründung des Französischen Kaiserreichs wandelte Napoleon die Republik Italien in ein Königreich um. Symbolträchtig ließ er sich am 26. Mai 1805 im Mailänder Dom – wie früher das Oberhaupt des Heiligen Römischen Reiches – mit der Eisernen Krone der Langobarden zum König krönen. Damit war Napoleon in Personalunion Kaiser der Franzosen und König von Italien. Seinen Stiefsohn Eugène de Beauharnais ernannte er zum Vizekönig und 1807 zum Thronfolger.
Die republikanische Verfassung von 1802 wurde durch mehrere Gesetze umgestaltet. Dazu gehörte, dass die Königswürde erblich in der Nachkommenschaft Napoleons verbleiben sollte. Allerdings sollten nach ihm die Kronen Frankreichs und Italiens nicht mehr von einer Person getragen werden. Napoleon bestimmte auch, dass die zukünftigen Könige in Italien regieren müssten.
Im Jahr 1805 wurde der Orden der Eisernen Krone als staatliche Auszeichnung mit dem König als Großmeister gestiftet.

## Territoriale Entwicklung
Napoleon betrieb zwar eine Politik der staatlichen Einigung Italiens, große Teile Nordwestitaliens (Piemont, Ligurien, Parma) fielen jedoch an das Französische Kaiserreich, und im Süden blieb das Königreich Neapel eigenständig. Das Gebiet des Königreichs Italien umfasste die meist ehemals österreichischen Gebiete in Norditalien und Teile Ostmittelitaliens.
Im Frieden von Pressburg im Dezember 1805 musste Österreich auch Venetien sowie Dalmatien und Istrien an das Königreich Italien abtreten. Zwischen 1807 und 1808 wurden der Kirchenstaat und Toskana annektiert, aber nicht an das Königreich Italien, sondern an Frankreich angegliedert. Nur Teile des säkularisierten Kirchenstaates (Provinzen Urbino, Ancona, Macerata) wurden in das Königreich integriert. Nach dem erneuten Sieg Frankreichs über Österreich im Krieg von 1809 kamen weitere Gebiete (Welschtirol) hinzu. Allerdings wurden Dalmatien und Istrien 1809 Teil der französischen Illyrischen Provinzen.

## Verwaltungsgliederung

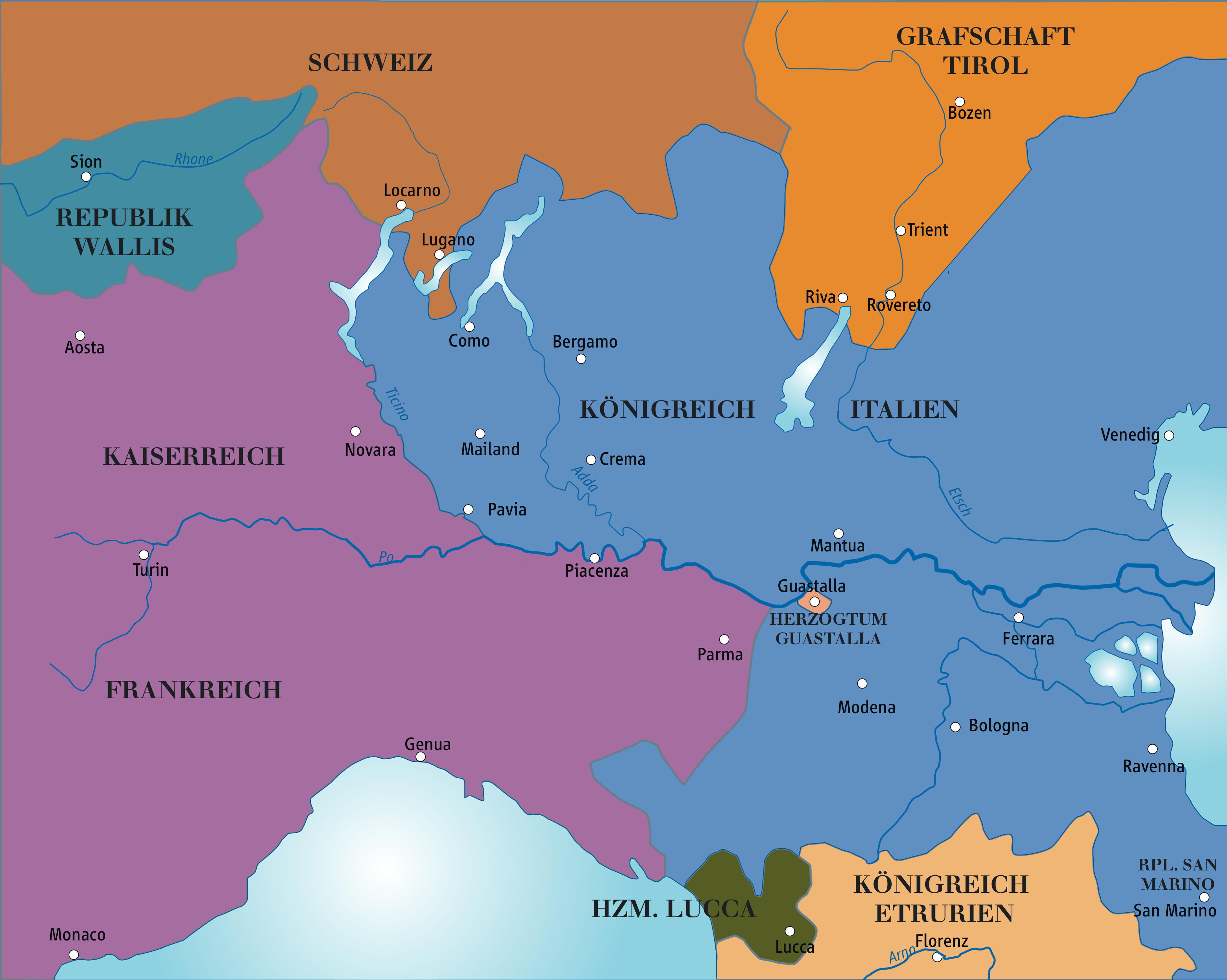
Nord- und Mittelitalien im Jahr 1806

Das Königreich umfasste ab 1810 dann 24 Departements mit zusammen etwa 6 Millionen Einwohnern.
- Dipartimento dell’Adda, Hauptstadt: Sondrio
- Dipartimento dell’Adige, Hauptstadt: Verona
- Dipartimento dell’Adriatico, Hauptstadt: Venedig
- Dipartimento dell’Agogna, Hauptstadt: Novara
- Dipartimento dell’Alto Adige, Hauptstadt: Trient
- Dipartimento dell’Alto Po, Hauptstadt: Cremona
- Dipartimento del Bacchiglione, Hauptstadt: Vicenza
- Dipartimento del Basso Po, Hauptstadt: Ferrara
- Dipartimento del Brenta, Hauptstadt: Padua
- Dipartimento del Crostolo, Hauptstadt: Reggio nell’Emilia
- Dipartimento del Lario, Hauptstadt: Como
- Dipartimento del Mella, Hauptstadt: Brescia
- Dipartimento del Metauro, Hauptstadt: Ancona
- Dipartimento del Mincio, Hauptstadt: Mantua
- Dipartimento del Musone, Hauptstadt: Macerata
- Dipartimento dell’Olona, Hauptstadt: Mailand
- Dipartimento del Panaro, Hauptstadt: Modena
- Dipartimento di Passariano, Hauptstadt: Udine
- Dipartimento del Piave, Hauptstadt: Belluno
- Dipartimento del Reno, Hauptstadt: Bologna
- Dipartimento del Rubicone, Hauptstadt: Forlì
- Dipartimento del Serio, Hauptstadt: Bergamo
- Dipartimento del Tagliamento, Hauptstadt: Treviso
- Dipartimento del Tronto, Hauptstadt: Fermo

## Armee des Königreichs Italien

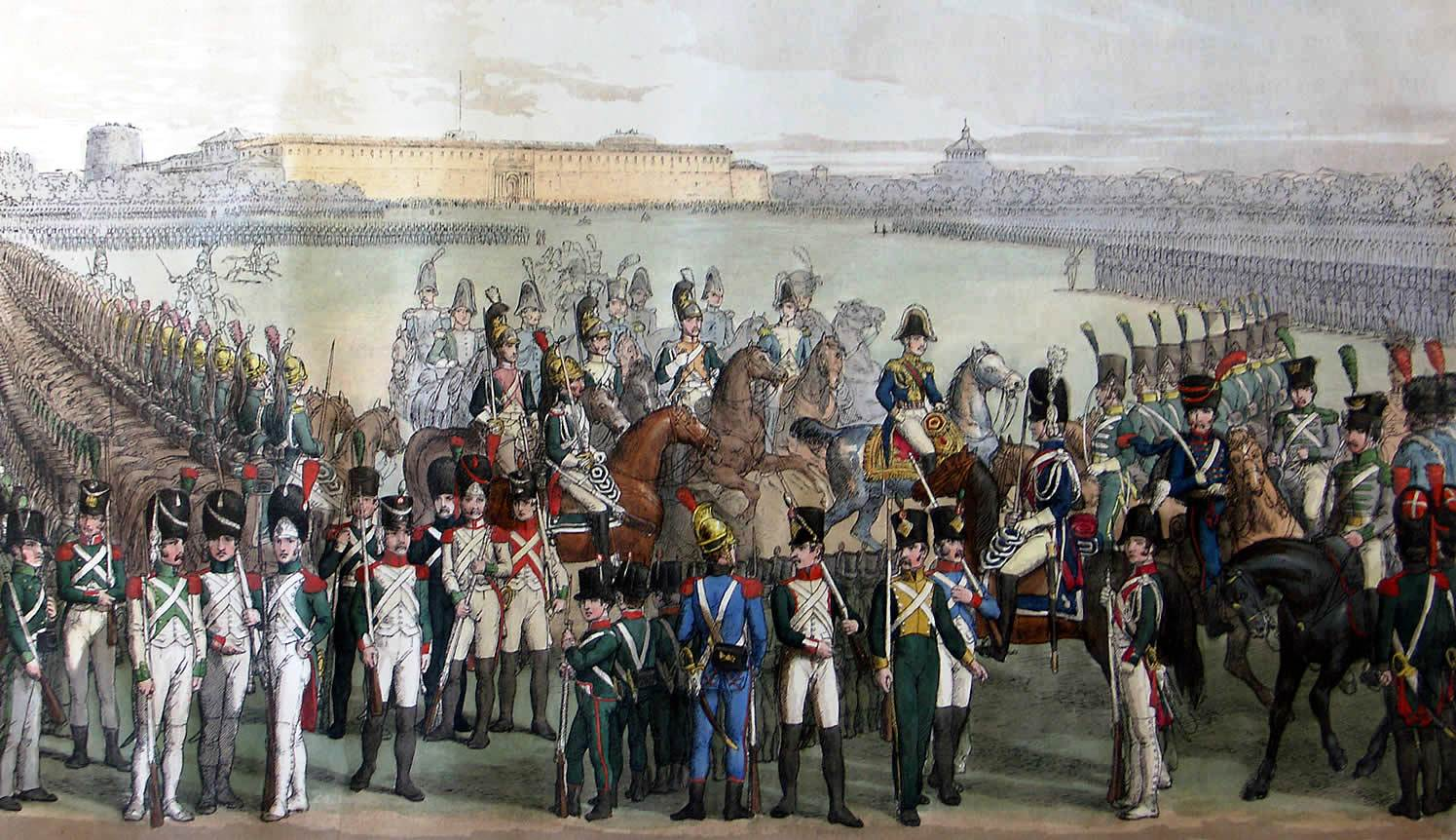
Parade der Armee des Königreichs Italien vor Eugène de Beauharnais in Mailand am 18. Februar 1812

Als Satellitenstaat Frankreichs musste das Königreich Geldzahlungen leisten sowie Soldaten, Arbeiter und Kriegsschiffe stellen. Der Vizekönig war auch Befehlshaber der königlich italienischen Armee. Diese nahm an den folgenden Feldzügen des Kaisers teil. Sie stellte in dieser Zeit insgesamt 218.000 Mann.
Infanterie
- Linieninfanterie: Fünf Regimenter wurden aus der Zeit der Italienischen Republik übernommen. Zwei weitere wurden 1805 und 1808 aufgestellt.
- Leichte Infanterie: Drei Regimenter wurden von der Republik Italien übernommen. Ein weiteres wurde 1811 aufgestellt.
- Königliche Garde: Zusätzlich zu zwei Bataillonen aus der Zeit der Republik (Granatieri und Cacciatori), wurden 1806 zwei weitere (Velites) aufgestellt. Außerdem wurden in den Jahren 1810 und 1811 noch jeweils zwei weitere Bataillone aufgestellt.

Kavallerie
- Dragoner: Zwei Regimenter wurden von der Republik übernommen.
- Leichte Kavallerie Cacciatori a Cavallo: Ein Regiment stammte aus der Zeit der Republik. Drei weitere wurden 1808, 1810 und 1811 aufgestellt.
- Königliche Garde: Zwei Schwadronen Dragoner, Fünf Kompanien der Ehrengarde

Über 80.000 Italiener kämpften während des Russlandfeldzuges an Napoleons Seite in Russland, doch nur 50.000 davon in der Armee des Königreichs Italien und des Königreichs Neapel, die übrigen in französischen Einheiten. Die meisten kehrten nicht zurück.

## Innere Entwicklung

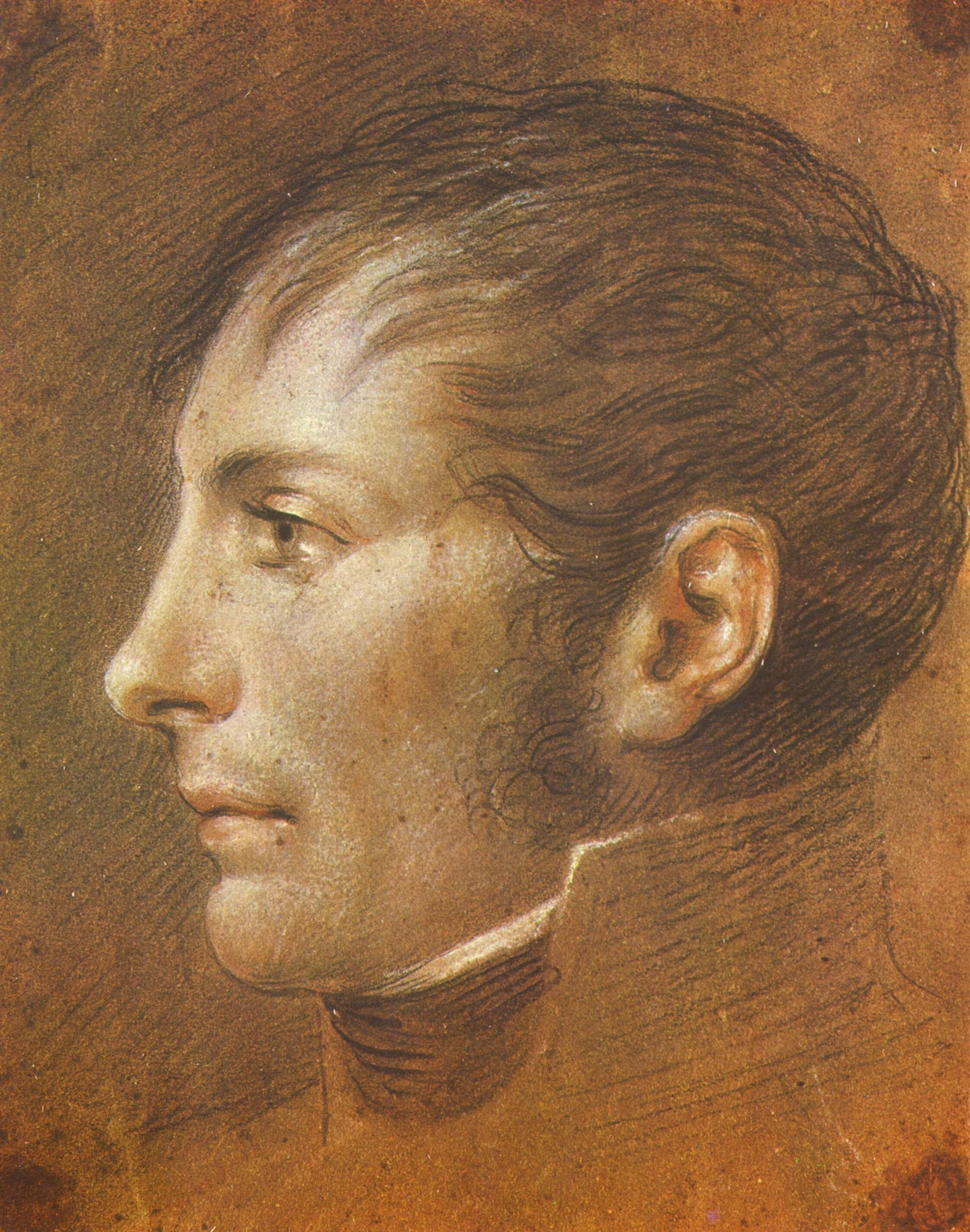
Eugène de Beauharnais um 1800

Im Inneren hat Napoleon, beziehungsweise sein Statthalter die Modernisierungspolitik aus der Ära der Republik fortgesetzt. Zwischen 1806 und 1810 wurden neben dem Code civil (Code Napoléon) auch die anderen französischen Gesetzbücher eingeführt. Dadurch wurde die Rechtsordnung des Königreichs vereinheitlicht. Außerdem wurde die Verwaltung modernisiert und die Vorrechte des Klerus aufgehoben. Auch Reste des Feudalismus wurden abgeschafft. Frondienste und Leibeigenschaft wurden entschädigungslos aufgehoben. Die Verfassung lehnte sich eng an die des französischen Kaiserreichs an. Geprägt war sie durch eine starke Exekutive.
In Armee und Verwaltung entstanden neue Eliten. Die Schaffung von großen „Reichslehensgütern“ im Jahr 1806 sollte die Treue zum Regime fördern. Damit verbunden waren ein Adelstitel und Geldzahlungen, nicht aber direkte politische Macht. Zur Entstehung neuer Gesellschaftsschichten hat auch der Verkauf von Staatsgütern, meist frühere geistliche Besitzungen, beigetragen.
In vielerlei Hinsicht nahm die italienische Republik und das Königreich Italien die Entwicklungen des späteren Risorgimento vorweg. Allerdings stand das Land völlig unter französischer Kontrolle. Nachdem die gesetzgebende Versammlung es 1805 wagte, die Steuern herabzusetzen, wurde sie aufgelöst und nie wieder einberufen.
Gleichzeitig war das Land zur Unterstützung der napoleonischen Wirtschaftspolitik insbesondere der Kontinentalsperre verpflichtet. Englische Produkte durften nicht eingeführt werden. Dagegen musste französischen Erzeugnissen Vorzugszölle eingeräumt werden. Die Kontinentalsperre schadete zwar einigen Branchen, aber andere Bereiche wie die Leinenherstellung, Bergbau und Waffenherstellung waren davon weniger betroffen. Insgesamt war diese Zeit wichtig für die Herausbildung einer modernen italienischen Bourgeoisie.

## Ende

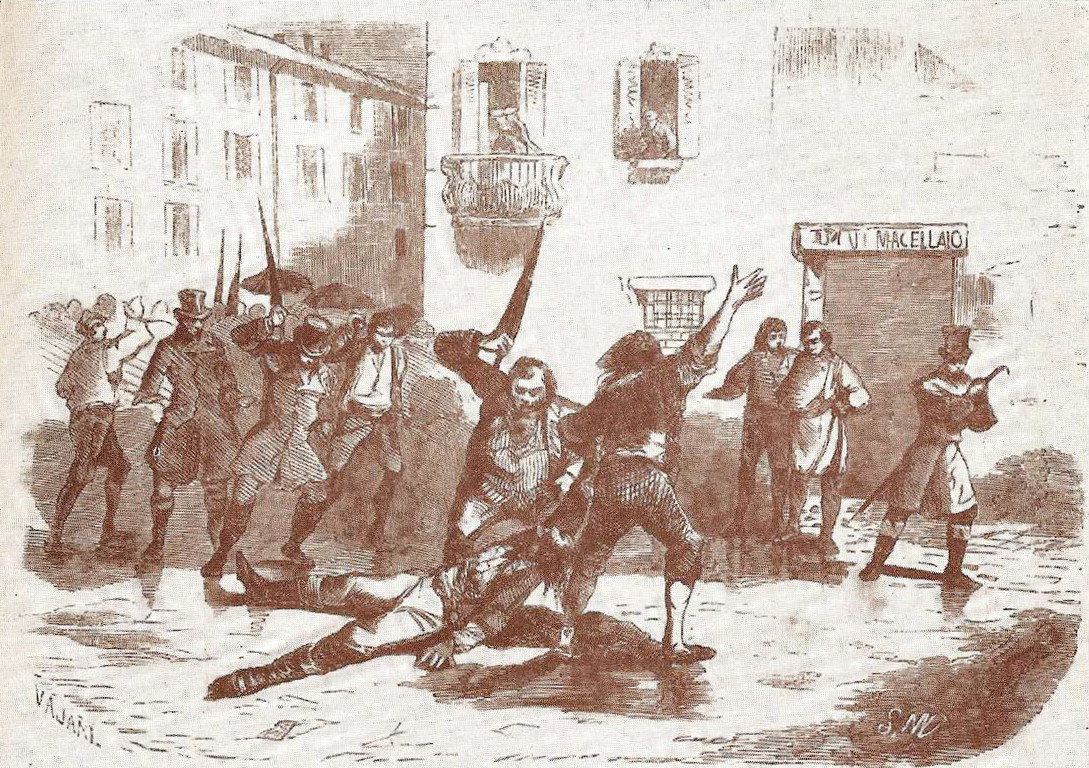
Ermordung des Finanzministers Prina in Mailand

Eugène de Beauharnais versuchte angesichts der sich seit 1812 abzeichnenden Niederlage Napoleons, auch gedrängt von führenden italienischen Politikern, sich aus der engen Bindung an Frankreich zu lösen. Er konnte hoffen, dass ihn die Alliierten als König anerkennen würden. Talleyrand, der Napoleon verraten hatte und mit den Alliierten konspirierte, hatte für Beauharnais jedoch nur ein Großherzogtum Genua vorgeschlagen. Letztlich blieb Beauharnais dem Kaiser treu und hob neue Soldaten aus. Als die Österreicher vorrückten, zog er sich hinter die Etsch zurück. Am 16. April 1814 wurde ein Waffenstillstand vereinbart. Dieser enthielt von Beauharnais’ Seite auch den Wunsch nach einem italienischen Staat. Mit dem Vertrag wurde der Abzug der französischen Truppen vereinbart. An ihre Stelle sollten die Einheiten des Königreichs Italien treten. Neapels König Murat besetzte zwar die Mark Ancona und Rimini, tat aber ansonsten wenig, um Beauharnais zu unterstützen. Die Österreicher stießen weiter vor, besetzten die Lombardei und Florenz. In Mailand kam es am 20. April zu einem Aufstand, in dessen Verlauf Giuseppe Prina, der Finanzminister des Königreichs Italien, ermordet wurde. Kurz darauf rückten österreichische Truppen auch dort ein. Die Mailänder Aufständischen hofften vergeblich auf eine britische Unterstützung für einen unabhängigen italienischen Staat. Mit dem Wiener Kongress, nur kurz unterbrochen von der Herrschaft der Hundert Tage, endete die napoleonische Neuordnung Italiens. Stattdessen dominierten österreichische Interessen in Italien. Ein Großteil des Territoriums des Königreich Italiens bildete das zum Kaisertum Österreich gehörende Königreich Lombardo-Venetien. Einige Errungenschaften aus der napoleonischen Herrschaft wie der Code Napoléon wurden übernommen.

## Nachwirkungen
Im Gegensatz zu Vizekönig Beauharnais hatte der noch von Napoleon eingesetzte König von Neapel, Joachim Murat, auch nach dem Sturz des Kaisers seinen Thron 1814 zunächst retten können. Während der Herrschaft der Hundert Tage begann er 1815 einen Krieg gegen Österreich und den Kirchenstaat, um selbst König von ganz Italien zu werden. Er hoffte dabei vergeblich auf 40.000 entlassene und unzufriedene Soldaten des aufgelösten Königreichs Italien und verlor schließlich Thron und Leben.
Nach der französischen Julirevolution von 1830 kam es 1830 auch in Mittelitalien (z. B. in der Romagna) zu Aufständen und Umsturzversuchen, an denen auch die Napoleoniden Napoléon Louis Bonaparte und der spätere Kaiser Napoleon III. beteiligt waren. Erneut besetzten französische Truppen 1832 z. B. Ancona (bis 1838), diesmal jedoch zur Unterdrückung von Revolution und Nationalbewegung.